# Raul Henry
Raul Jean Louis Henry Júnior (Recife, 6 de junho de 1964) é um economista e político brasileiro, foi deputado federal de Pernambuco e presidente regional do MDB-PE.
É graduado em Economia pela Universidade Católica de Pernambuco e Mestre em Gestão Pública pela UFPE. Iniciou sua trajetória política no movimento estudantil.

## Trajetória política
Em 1996 foi eleito vice-prefeito do Recife, no mandato de Roberto Magalhães, tendo assumido a prefeitura da cidade de julho a novembro de 2000.
No primeiro governo de Jarbas Vasconcelos comandou a Secretaria de Educação e Cultura, de janeiro de 2001 a abril de 2002. Em educação, implantou a profissionalização da gestão escolar através da escolha de diretores baseada em um sistema misto de seleção interna por avaliação de conhecimentos e eleição direta pela comunidade escolar. Lançou o Projeto Avançar e o Rumo à Universidade, ambos destinados a oferecer alternativas para melhorar a qualidade do ensino médio. Com o objetivo de valorizar o magistério, implantou o plano de cargos e carreiras e também projetos como o Dinheiro na Escola e o Livro na Escola, buscando aumentar sua autonomia administrativa e pedagógica. Neste período, a secretaria foi premiada pelo Ministério da Ciência e Tecnologia pelo melhor projeto de informatização de redes escolares do país.
Na área da cultura, Raul criou os festivais de Teatro e Dança do Recife, o Desafio de Cantadores, o Circuito de Artes Cênicas, a Lei do Patrimônio Vivo, o projeto Acorda Povo e o Viva Gonzagão.Implantou o Museu de Arte Moderna Aloísio Magalhães e promoveu a recuperação e restauração do patrimônio histórico, com destaque para o Teatro do Parque, o Teatro Santa Isabel e o Pátio de São Pedro. Em 1999 foi nomeado pelo presidente Fernando Henrique Cardoso membro do conselho do Patrimônio Histórico e Artístico Nacional, cargo que ocupou até 2003.
Nas eleições de 2002, Raul Henry foi eleito o deputado estadual mais votado em toda a história de Pernambuco, com mais de 117 mil votos. Na Assembleia Legislativa do Estado, assumiu a presidência da Comissão de Educação e Cultura. Em janeiro de 2004 assumiu o cargo de secretário de Planejamento de Pernambuco, pasta que coordena todas as atividades desenvolvidas pelos demais órgãos do governo, além de ser responsável pelo orçamento estadual.
Em 2006, Raul Henry foi eleito deputado federal por Pernambuco com 138.841 votos. Neste período, foi membro titular da Comissão Especial do Plano Nacional da Educação e relator da Comissão Especial da Lei de Responsabilidade Educacional.
Ao lado do governador Paulo Câmara, elegeu-se vice-governador de Pernambuco nas eleições de outubro de 2014. Em janeiro de 2017, assumiu, cumulativamente, a Secretaria de Desenvolvimento Econômico de Pernambuco, cargo que ocupou até abril de 2018. No mesmo ano, foi convidado pelo Ministro da Educação para compor o Conselho Nacional de Educação.
Atualmente é Deputado Federal de Pernambuco após ser eleito nas Eleições de 2018 para o mandato 2019-2022.
Nas eleições de 2022, foi candidato à reeleição para a Câmara dos Deputados. No entanto, sem atingir o Quociente Eleitoral, recebeu menos de 73 mil votos e não foi eleito.